# Kozjak
Kozjak (tudi Kobansko; nemško Poßruck) je sredogorsko gozdnato hribovje severno od Drave na meji z avstrijsko Štajersko in je jugovzhodni del Labotniških Alp. Razteza se med Dravsko dolino v Sloveniji in potokom Čakavo v Avstriji, ter med Gajem in Pesnico na vzhodu in Mučko Bistrico na zahodu. 

## Topografija
Kozjak je razmeroma ozko, dolgo in zelo razčlenjeno sredogorje, ki se razteza od Gaja nad Mariborom in rečice Pesnice na vzhodu in sega do rečice Mučke Bistrice na zahodu. Na jugu sega do Dravske doline, na severu pa do potoka Čakava (nemško: Saggaubach) v Avstriji. Relief je zaradi globokih dolin v smeri sever-jug precej razgiban. Najbolj ob meji se boči planotasti antiklinalni hrbet. V njegovem osrednjem delu je vrsta nižin in uravnav na prisojnih legah. 
Obmejno dravsko hribovje vzdolž državne meje med Avstrijo in Slovenijo je razdeljeno na več posameznih skupin z nadmorskimi višinami do okoli 1000 m. Najvišji vrh je Kapunar (1050 ali 1052 m), glavni vrhovi so še Žavcarjev vrh (915 m), Pongrac (986 m), Kolarjev vrh (985 m), Sveti Urban/Radelca (920 m), Sveti Pankracij/Radelca (900 m) Ostri vrh (903 m), Možičev vrh (926 m) in Sršenov vrh (963 m), pa tudi nekoliko nižji Janžev vrh (821 m), Lampov hrib (753 m), Tojzlov vrh (703 m) pri planinskem domu Kozjak ter na stičišču Kozjaka in Slovenskih goric Sveti Urban nad Mariborom (597 m) na skrajnem vzhodu hribovja. 
Številni dravski pritoki so v hribovje izdolbli globoke prečne doline, jarke, jame, grabe in ga razrezali na veliko stranskih hrbtov. Proti Dravski dolini usmerjeni potoki otežujejo promet v smeri vzhod - zahod. Največji potok je Črmenica, večji potoki so še Bresterniški potok, Bistrica, Šturmov potok, Ožbaltski potok, Brezniški potok, Štimpaški potok, Radeljski potok, Mučka Bistrica, Velka in Ojstriški potok. Zaradi razmeroma velikih padcev delajo lepe brzice in slapiče.  
Kozjak je najširši v osrednjem delu, kjer se razprostira široka in za naselitev ugodnejša Remšniško-Kapelska planota; najožje je na Radeljskem, kjer je en sam greben. Tu je preval Radeljski prelaz, najnižji in najlagodnejši naravni prehod med dolino Drave in dolinama murskih pritokov v Avstriji. 

## Poimenovanje
Ime je mlajšega datuma. Z njim se označuje več hribovij, ki imajo skupno prevladujočo zahodno-vzhodno slemenitev in obmejno lego. Za to hribovje se uporablja ime Kozjak, redkeje pa ime Kobansko. V literaturi je najti še imena Dravsko obmejno hribovje, Kozjaško in Dravski Kozjak.  
Krajevni leksikon Slovenije navaja Kozjak kot ime za osrednji in vzhodni del Dravskega obmejnega hribovja, Kobansko pa poznajo domačini le v njegovem vzhodnem delu v mariborski občini. Kobansko, povzeto po prebivalcih Kobancih, so ponekod uporabljali kot sinonim za Kozjak. Po drugi strani pa je leksikon Cankarjeve založbe navajal, da je Kozjak del Kobanskega. Beseda Kobansko morebiti izhaja iz besede kobanica, kakor domačini imenujejo ogrinjalo, narejeno iz lipovega lubja, ki so ga nekoč nosili za zaščito pred dežjem.                  

## Gospodarstvo
Območje je prometno in gospodarsko močno navezano Dravsko dolino, na avstrijski strani pa na Ivnik in Arnež.
Hribovje je močno gozdnato, zlasti na avstrijski strani. Velik del pokrivajo mešani gozdovi bukve, jelke in smreke, v najvišjih legah so poleg smreke posamezni macesni. Ob potokih je precej jesena, na suhih prisojnih območjih pa rdeči bor in hrast. Zaradi primanjkljaja apnenca prst sicer ni posebno rodovitna.  
V sedemdesetih letih se je tudi na slovenskem delu Kozjaka zažel razvijati kmečki turizem. Glavni lokalni vir dohodka prebivalstva so gozd, živinoreja in poljedelstvo. Na območju ni industrije ali večjih poslovnih dejavnosti. Veliko ljudi se vozi na delo v dolino. 
Pred desetletji so potoki poganjali kmečke mline in žage. V zadnjem obdobju so bile zgrajene male hidroelektrarne, sončne elektrarne in elektrarne na bioenergijo , v zasnovi pa je tudi projekt črpalne elektrarne.  

## Poseljenost
Prvi redki sledovi prisotnosti človeka iz predzgodovinske dobe so v glavnem v zaledju potoka Črmenice na območju Spodnje Kaple. V Dravski dolini je zaznavna prva poselitev šele v rimski dobi, ko je bila tod speljana tudi dravska cesta via regia. Zgodnjesrednjeveška slovenska poselitev je bila omejena le na prisojna pobočja Kozjaka. V 12. stoletju, ko je na območje segla posest benediktinskega samostana svetega Pavla na Koroškem, se prvič omenjajo današnji kraji, kot so Radlje, ki so postali izhodišče intenzivne kolonizacije na Remšniški planoti. 
Na Kozjaku prevladujejo samotne kmetije, strnjenih naselij je le nekaj. Večja zgostitev prebivalstva je v župnijskih središčih (Gaj nad Mariborom, Sv. Duh na Ostrem vrhu, Kapla na Kozjaku, Remšnik, Gradišče na Kozjaku). Na območju Kozjaka se govori posebno podnarečje južnopohorskega narečja, poimenovano Kozjaški govor, ki je najbolj severno od vseh narečij štajerske narečne skupine.
Od začetka 20.stoletja se je obseg prebivalstva zmanjšal povprečno za eno tretjino, najbolj pa v najvišjih predelih.

## Geologija
Osnovno kamninsko zgradbo hribovja sestavljajo večinoma stare metamorfne kamnine, gnajs, blestnik, amfibolit, filit in razni skrilavci. Nekaj je tudi dolomita, ob vznožju hribovja pa so v Dravski dolini rečne terase iz kvartarnih usedlin.

## Turizem
Planinstvo in pohodništvo se je na območje začelo razmeroma pozno. Naravno mikavne, z gozdovi bogate krajine, voje sončne in panoramski razgledi so osnova za privlačne izletezlete že zgodaj spomladi, ko je višji gorski svet še zas, čez vse leto, še posebej pa v barviti jeseninežen. 
Na slovenski strani Kozjaka je speljanih več učnih in tematskih pohodnih poti za spoznavanje okolja, narave in kulturne dediščine.
Po Slovenskem delu Kozjaka poteka 100 km dolga vezna obhodnica Pot čez Kozjak, ki poteka med Mariborom in Dravogradom in je bila odprta maja leta 1969. Vzdolž avstrijskega dela Kozjaka poteka 513 km dolga Južnoalpska pot (nemško: Südalpenweg, 03), ki sicer poteka med Sillianom na Tirolskem in Radgono. Obe poti potekata na Kozjaku tudi blizu meje ali pa se na slovensko-avstrijski meji stikata.